# Andrius Baranauskas
Andrius Kazys Baranauskas (* 4. Februar 1947 in Liūlinė, Rajongemeinde Švenčionys) ist ein litauischer Politiker, Mitglied des Seimas.

## Leben
Nach dem Abitur von 1953 bis 1964 an der Mittelschule Švenčionėliai arbeitete er als Lehrer von 1964 bis 1965 an den Grundschulen Grybai und Vaiškūnai. Von 1965 bis 1966 und von 1972 bis 1974 war er Mitarbeiter, später zweiter Sekretär beim Komsomol in Švenčionys. Von 1966 bis 1970 absolvierte er das Diplomstudium als Forstingenieur an der Fakultät für Forstwirtschaft der Lietuvos žemės ūkio akademija. Ab 1971 arbeitete er als wissenschaftlicher Mitarbeiter am Lehrstuhl für Waldbewirtschaftung der Akademie. Von 1971 bis 1972 leistete er Wehrdienst.  Ab 1974 lebte er in Utena. Von 1974 bis 1981 leitete er eine Unterabteilung für Industrie und Transport der Sektion der Lietuvos komunistų partija in der Rajongemeinde Utena. Von 1981 bis 1989 war er erster Sekretär der LKP der Rajongemeinde Raseiniai. Von 1984 bis 1986 studierte er an der Akademie für Gesellschaftswissenschaften beim ZK der KPdSU und 1989 absolvierte die Aspirantur.
Von 2003 bis 2004 vertrat er Arbeitgeberverbände bei Regierung und Seimas. Von 2004 bis 2008 war er Mitglied im Seimas.
Ab 2003 war er Mitglied der Darbo partija, ab 2006 der Pilietinės demokratijos partija.